# Ivianets
Ivianets (bielorruso: Івяне́ц) o Ivenets (ruso: Ивене́ц) es un asentamiento de tipo urbano de Bielorrusia, perteneciente al distrito de Valozhyn de la provincia de Minsk.
En 2023, el asentamiento tenía una población de 3874 habitantes.
Se ubica a orillas del río Volma, unos 40 km al oeste de la capital nacional Minsk, sobre la carretera P54 que une Valozhyn con Stoubtsy.

## Historia
Se conoce la existencia del asentamiento en documentos del Gran Ducado de Lituania desde el siglo XIV, cuando perteneció a Vitautas. En la segunda mitad del siglo XV pasó a pertenecer a la familia noble Sologubas. En 1522 adoptó el estatus de miestelis. Desde principios del siglo XVIII pasó a ser capital de un condado. En la partición de 1793 se integró en el Imperio ruso, que le dio el estatus de centro administrativo de un vólost en el uyezd de Minsk. En 1863-1864, fue un pueblo muy activo en el Levantamiento de Enero, por lo que en los años posteriores se abrió una escuela pública rusa y se confiscaron los dos templos católicos para entregarlos al Patriarcado de Moscú. Según la Paz de Riga de 1921, se integró en la Segunda República Polaca, quedando a 16 km de la frontera con la RSS de Bielorrusia; esta última anexionó la localidad en 1939 y le dio el estatus de asentamiento de tipo urbano en 1940.